# Abrázame (álbum de Tamara)
Abrázame es el tercer álbum de estudio de la cantante Tamara, con el que repite colaboración al lado del músico, productor y arreglista Bebu Silvetti.

## Sinopsis
El material discográfico contiene 12 temas.

## Canciones del disco
| N.º | Título                  | Escritor(es)                                 | Duración |  |
| 1.  | «Cómo le explico»       | Ricardo J. Pons                              | 4:13     |  |
| 2.  | «Quién como Tú»         | Virginia Faiad, Luis Sarmiento, Kiko Cibrián | 3:26     |  |
| 3.  | «Aún sigo aquí»         | Rafael Rey                                   | 3:44     |  |
| 4.  | «Un poco de dolor»      | Alfredo Matheus, Bebu Silvetti               | 4:17     |  |
| 5.  | «La huella de tu adiós» | David Santisteban, David DeMaría             | 3:40     |  |
| 6.  | «Si pudiera imaginarte» | Luis Villa                                   | 4:16     |  |
| 7.  | «Será la última vez»    | Marcos Llunas                                | 3:54     |  |
| 8.  | «No me niegues amor»    | Luis Villa, Osnel Odit Bavastro              | 4:07     |  |
| 9.  | «Devuélveme la luna»    | Alfredo Matheus, Bebu Silvetti               | 4:22     |  |
| 10. | «Vida mía»              | Vanessa Méndez, Rodrigo Méndez               | 3:41     |  |
| 11. | «Mi sexto sentido»      | Tito Enríquez                                | 3:45     |  |
| 12. | «Abrázame»              | Rafael Ferro García, Julio Iglesias          | 3:45     |  |

## Créditos y personal
- Productor: Bebu Silvetti
- Bajo: Ricardo J. Pons, Julio Hernández
- Arreglista, teclado: Javier Mendoza, Rodolfo Castillo, Steve Roitstein
- Concert  Harp: Alfredo Oliva
- Cuerdas: Miami Symphonic Strings
- Trompeta: Tony Concepción
- Saxofón: Ed Calle
- Trombón: Dana Teboe
- Guitarra: Leo Quintero, Dan Warner
- Batería: Carlomagno Araya, Lee Levine
- Percusión: Richard Bravo